# Восьме покоління ігрових систем
Восьме покоління ігрових консолей почалося у 2012 році та складається з чотирьох домашніх ігрових консолей: Wii U, випущеної у 2012 році, PlayStation 4 у 2013 році, Xbox One у 2013, та консолей Nintendo Switch у 2017 році. 
Покоління запропонувало кілька характерних апаратних інновацій. Sony та Microsoft продовжили випускати нові системи з аналогічним дизайном і можливостями, як і їхні попередники, але з покращеними характеристиками (швидкість обробки даних, графіка з вищою роздільною здатністю та більший обсяг пам'яті), що ще більше зблизило консолі з персональними комп'ютерами, а також сприяло підтримці цифрової дистрибуції та ігор як сервісу. Ігри сьомого покоління з керуванням через контролери руху втратили популярність, але консолі готувалися до розвитку віртуальної реальності (VR), і у 2016 році Sony випустила PlayStation VR. Sony зосередилася на своїх головних студіях-розробниках і консольних ексклюзивах як ключових точках продажу, тоді як Microsoft розширила свої ігрові сервіси, створивши сервіс передплати Xbox Game Pass для Xbox і комп'ютерів на Windows, а також стримінговий ігровий сервіс xCloud. Microsoft і Sony випустили оновлені моделі своїх консолей в середині покоління —  потужніші PlayStation 4 Pro і Xbox One X, а також дешевші моделі PlayStation 4 Slim і Xbox One S, яким не вистачало деяких функцій. Станом на вересень 2023 року продажі PlayStation 4 та Xbox One склали приблизно 117 та 58 мільйонів одиниць відповідно. 
Nintendo залишалася на своєму окремому шляху від Sony та Microsoft. Wii U була розроблена як більш надійна Wii, щоб привабити відданих геймерів, але її можливості були загублені в тому, як вона рекламувалася на ринку. Wii U суттєво не виправдала прогнозів Nintendo, продавшись лише 13,5 мільйонами одиниць до моменту її зняття з виробництва у 2017 році. Це змусило Nintendo випустити Nintendo Switch у 2017 році, дизайн і маркетинг якої враховували недоліки Wii U, водночас відповідаючи широкому спектру глобальних гравців і можливих ігрових ситуацій. Пізніше Nintendo випустила Nintendo Switch Lite - портативну версію, яка не мала можливості док-станції, але мала інші оптимізації компонентів і була сумісна з усіма іграми. До вересня 2024 року всі моделі Switch були продані в кількості понад 146 мільйонів одиниць, випередивши Wii. 
Портативні консолі боролися проти зростаючого тиску мобільних ігор. Nintendo 3DS і 2DS прийшли на зміну лінійці Nintendo DS, а PlayStation Vita стала наступницею PlayStation Portable. Загальна кількість проданих консолей сімейства Nintendo 3DS/2DS сягнула майже 76 мільйонів, в той час як PlayStation Vita було продано лише близько 10-15 мільйонів одиниць. Sony припинила випуск цієї консолі у 2019 році  й заявила, що не має планів щодо портативних систем. Nintendo припинила випуск Nintendo 3DS у 2020 році, поклавши край сімейству систем Nintendo DS. Switch Lite виступає її фактичним портативним наступником.
На ринок консолей восьмого покоління також вплинуло зняття заборони на відеоприставки в Китаї у 2015 році, а також зростання сектору мобільних ігор. У цей період також було випущено низку ретро-мікроконсолей.
У листопаді 2020 року Sony та Microsoft випустили PlayStation 5 та Xbox Series X і Series S відповідно. Вважаючись довгоочікуваними системами наступного покоління, вони продовжують тенденцію восьмого покоління із загальним покращенням обчислювальної продуктивності, графіки та потужною підтримкою зворотної сумісності, щоб мінімізувати перебої при переході на нову платформу. 

## Перехід на нове покоління
Хоча попередні покоління консолей, як правило, тривали протягом п'яти-шести років, перехід від сьомого до восьмого покоління тривав більше шести років. Перехід на нове покоління є також незвичайним тим, що найпопулярніша консоль попереднього покоління Wii — стала першою, хто отримав свого наступника. У 2011 році Microsoft заявила, що вони почали розробляти свою наступну консоль, але разом з Sony вони вважали що їхні консолі лише на півдорозі через десятирічний життєвий цикл для своїх систем сьомого покоління. Представники Sony та Microsoft заявили, що додавання контролерів руху та контролерів на основі камери, таких як Kinect та PlayStation Move, розширило термін служби Xbox 360 та PS3. Президент Nintendo Саторо Івата заявив, що його компанія випустить Wii U через зниження продажів домашніх консолей сьомого покоління і що «ринок зараз очікує на нові консолі». Компанія Sony хотіла зробити наступну консоль без blu-ray приводу, але відмовилась від ідеї через побоювання щодо невідповідності швидкостей Інтернету, доступних у всьому світі, особливо в країнах що розвиваються.

## Китайський ринок
Восьме покоління консолей також випустили в Китаї, після скасування у 2014 році 14-річної заборони ігрових консолей. У 2000 році китайський уряд заборонив ігрові консолі, вказуючи на стурбованість їх впливом на молодь, тобто консолі офіційно були заборонені для продажу, але це не стосувалося ігор для них, через що з'явився чорний ринок для імпортованих ігрових консолей. Microsoft і Sony оголосили, що планують випустити свої консолі в Китаї через зону вільної торгівлі Шанхаю, так в Китаї з'явився Xbox One у вересні 2014 року, а Playstation 4 вийшла 20 березня 2015 року.

## Домашні консолі

### Wii U
У листопаді 2010 року, CEO Nintendo of America Реджі Фіс-Еме заявив, що випуск наступної консолі Nintendo буде залежати від подальшого успіху Wii. Nintendo оголосили про наступника Wii — Wii U, на Electronic Entertainment Expo 2011, 7 червня 2011 року. Після оголошення кілька журналістів класифікували цю систему як першу домашню консоль восьмого покоління. Проте, відомі джерела заперечували це, через нестачу потужності в порівнянні із заявленими специфікаціями для PlayStation 4 і Xbox One.
Головний контролер Wii U — Wii U GamePad, має вбудований сенсорний екран, який може працювати в якості допоміжного інтерактивного екрану, він схожий на дисплей Nintendo DS/3DS, може навіть виступати в якості основного екрану для гри, що дозволяє грати в ігри без телевізора. Wii U сумісна з периферійними пристроями свого попередника, такими як Wii Remote Plus, Nunchuk і Wii Balance Board.
Wii U була випущена в Північній Америці 18 листопада 2012 року, в Європі 30 листопада 2012 року, а в Японії 8 грудня 2012 року. Вона вийшла в двох версіях, базова модель і Deluxe/Premium модель, за ціною від $300 і $349 американських доларів відповідно. 28 серпня 2013 року, Nintendo оголосила що виробництво базової моделі закінчилася, і очікується що її залишки будуть вичерпані до 20 вересня 2013 року. 4 жовтня 2013 року, було оголошено про зниження цін на моделі Deluxe/Premium з $349 до $300.
Продажі Wii U впродовж усього життєвого циклу становили близько 13 мільйонів, що було на багато менше ніж у Wii, продажі якої протягом життя перевищили 100 мільйонів. Це фінансово завдало шкоди Nintendo. Компанія передбачала, що число проданих Wii U буде аналогічно Wii. Nintendo офіційно припинила випускати Wii U 31 січня 2017 року, за місяць до виходу Nintendo Switch.

### Nintendo Switch
Через малі продажі Wii U, а також конкуренцію з боку мобільних ігор, тодішній президент Nintendo Сатору Івата прагнув пожвавити компанію, створивши нову стратегію для Nintendo, яка включатиме охоплення мобільних ігор і розробку нового обладнання, яке було б привабливим для ширшого спектра аудиторії. Приставка була анонсована під кодовою назвою NX на пресконференції, що відбулася 17 березня 2015 року, і стала повністю відома як Nintendo Switch 20 жовтня 2016 року. Ця консоль була випущена у всьому світі 3 березня 2017 року.
Nintendo розглядає свою консоль, як таку що має декілька способів для гри. Основний пристрій — Console це пристрій у вигляді планшета із сенсорним екраном. Він може бути встановлений в док-станцію, що дозволяє грати в ігри на підключеному телевізорі. Як альтернатива, два Joy-Con, чутливі до руху контролери, схожі на Wii Remote, можуть бути встановлені на два боки консолі, так що пристрій перетворюється на портативну консоль. Крім того, консоль можна встановити на якійсь поверхні, що дозволяє декільком гравцям бачити екран та грати в ігри за допомогою двох Joy-Con.
Консоль зустріли позитивні відгуки та комерційний успіх. Nintendo очікувала продати близько 10 мільйонів екземплярів в перший рік випуску, але в підсумку, загальні обсяги продажів за рік склали більш ніж 17 мільйонів одиниць, що перевищило продажі Wii U за весь час.

### PlayStation 4
20 лютого 2013 року Sony анонсувала PlayStation 4 під час прес-конференції в Нью-Йорку, вона була випущена 15 листопада 2013 року в Північній Америці. Нова консоль робить акцент на функціях соціальної взаємодії. Геймплейними відеороликами можна ділитися через PlayStation Network та інші служби, а користувачі можуть транслювати ігри, які грають самі або з іншими гравцями (через консоль або безпосередньо через Twitch). Контролер PS4 — DualShock 4 схожий на попередню модель, але отримав сенсорну панель і кнопку «Share», а також світлодіодний датчик на передній панелі для відстеження руху. Також вийшла нова версія камери, тепер вона використовує дві камери 1280×800 пікселів з підтримкою глибини чутливості, подібної до Kinect, і залишається сумісною з периферійним пристроєм PlayStation Move. PS4 також має можливість використовувати другий екран, через мобільні додатки та PlayStation Vita.
PlayStation 4 була випущена 15 листопада 2013 року в Північній Америці за 399$ та 29 листопада 2013 року в Європі за 399 євро.

### Xbox One
21 травня 2013 року корпорація Microsoft анонсувала Xbox One в Редмонді, штат Вашингтон. Консоль фокусується на мультимедійних розвагах, включаючи можливість транслювати ТВ-програми через телевізор або HDMI, а також можливість багатозадачного використання додатків (наприклад, Skype та Internet Explorer) на одному екрані, аналогічно Windows 8. Xbox One оснащений новим контролером з «Імпульсними триггерами», які забезпечують вібрацію, а також можливість автоматично записувати та зберігати найважливіші моменти гри. Оновлена версія Kinect була розроблена для Xbox One, з камерою 1080p та розширеними голосовими елементами управління. Спочатку Kinect йшов в комплекті з консоллю, але згодом він був вилучений.
Xbox One був випущений в Північній Америці, Європі та Австралії 22 листопада 2013 року за ціною 499$ та 499 євро, а пізніше вийшов на 26 інших ринках у 2014 році. Було випущено два оновлення консолі, Xbox One Slim в 2016 році та Xbox One X в 2017 році. Slim це дешевший варіант у зменшеному корпусі, а One X — це потужніша консоль розрахована на запуск ігор в 4K.

### Порівняння
| Назва                                        | Wii U | PlayStation 4 | Xbox One |
| -------------------------------------------- | --- | --- | --- |
| Компанія                                     | Nintendo | Sony Computer Entertainment | Microsoft |
| Логотип                                      | | | |
| Зображення                                   | Wii U | | |
| Дата релізу                                  | 18 листопада 2012 30 листопада 2012 8 грудня 2012 21 грудня 2012 | 15 листопада 2013 29 листопада 2013 29 листопада 2013 22 лютого 2014 | 22 листопада 2013 22 листопада 2013у (деякі країни) 22 листопада 2013 кінець 2014 |
| Ціна при запуску                             | Basic Model - $299.99 - £/€, різна - A$348.00 - ¥26,250 Deluxe/Premium Model - $349.99 - £/€, різна - A$428.00 - ¥31,500 | Launch Model - $399.99 - €399 - £349 - A$549 - ¥41,979 | Launch Model - $499.99 - €499 - £429 - A$599 |
| Ціна зараз                                   | Deluxe/Premium Model - $299.99 | Та ж, що при запуску | Та ж, що при запуску |
| Носій                                        | Wii U Optical Disc 25 GB (односторонній), 50 GB (двосторонній) | Blu-ray Disc | Blu-ray Disc (лише для інсталяції ігор на жорсткий диск) |
| Процесор                                     | Триядерний IBM Power 750 «Espresso» 1,24 ГГц, використовує 45 нм техпроцес. | Восьмиядерний AMD Jaguar 1,6-2 ГГц, побудований на x86-64 архітектурі, використовує 28 нм техпроцес. | Восьмиядерний AMD Jaguar 1,6 ГГц, побудований на x86-64 архітектурі, використовує 40 нм техпроцес. |
| Графічний процесор                           | AMD Radeon HD 352 GFLOPS | AMD Radeon 1,84 TFLOPS | AMD Radeon 1,23 TFLOPS |
| Оперативна пам'ять                           | 2 Гб DDR3 SDRAM 1600 МГц. (Ігри використовують 1 Гб, 1 Гб використовує ОС). Пропускна здатність 25 Гб/с. 32 MB eDRAM | 8 Гб GDDR5 5500 МГц. (Ігри використовують 7 Гб, 1 Гб використовує ОС). Пропускна здатність 176 Гб/с. | 8 Гб DDR3 SDRAM 2133 МГц. (Ігри використовують 5 Гб, 3 Гб використовує ОС). Пропускна здатність 68 Гб/с. 32 MB eSRAM |
| Пам'ять                                      | Флеш-пам'ять, розширювана за допомогою SD і USB. | HDD 500 Гб | Незнімний HDD 500 Гб, розширюваний за допомогою зовнішніх HDD. |
| Інтеграція тривимірного телебачення          | Так | Так | Так |
| Додатковий екран                             | - Wii U GamePad - Off-TV Play | - Remote Play | - Smart Glass |
| Зображення основного ігрового контролера.    | Контроллер Wii U | | |
| Ігровий контролер                            | - Основний Wii U GamePad (до 2-х з'єднань за допомогою Bluetooth) - Wii Remote Plus (до 4-х з'єднань) - Wii U Pro Controller (традиційний ґеймпад, схожий на Classic Controller) - Nunchuk (прикріплюється до Wii Remote Plus) - Wii Classic Controller (до 4-х з'єднань, сумісність з Wii Remote Plus) - Wii Zapper (в тому числі оновлена версія для основного контролера і Wii Remote Plus) - Wii Balance Board | - DualShock 4 - PlayStation Move - PlayStation Vita | - Контролер Xbox One - Kinect 2.0 |
| Характеристики основного ігрового контролера | Управління: - 6,2 дюйм (15.7 см) резистивний сенсорний екран формату 16:9 з роздільною здатністю 854 * 480 пікселів - Стилус - Фронтальна камера - Мікрофон і динаміки - 3-х осьовий акселерометр - 3-х осьовий гіроскоп - Два аналогових стіки - Два аналогових тригера - Кнопки: Power, Select, Start, Home, A/B/X/Y, L/R, кнопки гучності, кнопка синхронізації. З'єднання: - IR-датчик - NFC - Bluetooth Акумулятор: - Час роботи — 3-5 годин. - Час зарядки — 2,5 години. Вага: - 500 г Габарити: - 259 мм × 40 мм × 134 мм | Управління: - 3-х осьовий акселерометр - 3-х осьовий гіроскоп - 2 аналогових стіки (L3, R3) - 2 аналогових тригера (L2, R2) - 2 бампера (L1, R1) - Двоточкова мультитач сенсорна панель. - Кнопки: , , «PS», SHARE, OPTIONS, натискання тачпада, d-pad З'єднання: - Порт для мікрофона і навушників. - microUSB 3.0 - Bluetooth 2.1 + EDR Акумулятор: - 3.7 В - 1000 мАг літій-іонна батарея - Зарядка за допомогою USB 3.0 Вега: - 280 г Габарити: - 275 мм × 53 мм × 305 мм | Управління: - 3-х осьовий акселерометр - 3-х осьовий гіроскоп - 2 аналогових стіки (LS, RS) - 2 аналогових тригера (LT, RT) - 2 бампера (LB, RB) - Кнопки: 'A, 'B, 'X, 'Y, «Guide», Menu, View, d-pad, З'єднання: - Вбудований мікрофон та порт для навушників. - microUSB 3.0 - Bluetooth - Wi-Fi Direct |
| Відео                                        | - 1080p, 1080i, 720p, 480p, 576i, 480i; стандартне співвідношення сторін 4:3 і 16:9, роздільна здатність 576i та 480i^ - Підтримка аналогового AV-порту: - Підтримка композитного відеосигналу - S-Video (NTSC) - RGB SCART (PAL) - YPbPr - D-Terminal (лише японська версія приставки) - Component video - HDMI ^ Роздільна здатність вище 576i і 480i можлива тільки через HDMI та YPbPr | - 4K, 1080p, 1080i, 720p, 480p, 576i, 480i; стандартна роздільна здатність екрана 4:3 та 16:9^ - Підтримка аналогового AV: - Композитне відео - S-Video (лише на NTSC версіях) - RGB SCART (лише на PAL версіях) - HDMI ^ Роздільна здатність вище 576i і 480i можлива лише через HDMI | - 4K, 1080p, 1080i и 720p - HDMI in / HDMI out |
| Аудіо                                        | - Аналоговий стерео AV-порт - Шести канальна імпульсно-кодова модуляція через лінійний HDMI-вихід | В очікуванні | В очікуванні |
| Периферійні функції                          | - Слот для SD - 4 USB 2.0 порти (2 на передній частині консолі, 2 ззаду) - Bluetooth - Порт живлення Sensor Bar - Порт «AV Multi Out» - HDMI-вихід | - Bluetooth - Порт HDMI out - USB 3.0 (Кількість портів поки невідома) | - Bluetooth - Порти HDMI in, HDMI out - 3 USB 3.0 порти |
| Онлайн-сервіси                               | - Nintendo Network - Miiverse - Nintendo eShop - Nintendo TVii | PlayStation Network | Xbox Live |
| Регіональне блокування                       | Так | Ні | Ні |
| Можливість використання б/у дисків           | Так | Так | Так |
| Обов'язкове інтернет з'єднання               | Ні | Ні | Ні |
| Ігри                                         | Список ігор на Wii U | Список ігор на Sony PlayStation 4 | Список ігор на Xbox One |
| Зворотна сумісність                          | Nintendo Optical Disc - Wii Цифрова дистрибуція - WiiWare - Віртуальна консоль в режимі Wii - Віртуальна консоль в Nintendo eShop | Оптичний диск / Цифрова дистрибуція - Не сумісно з іграми від PlayStation 3 у зв'язку з несумісністю апаратного забезпечення. ' Хмарний стримінг Gaikai' - PlayStation - PlayStation 2 - PlayStation 3 | - Xbox 360 - Xbox (відбрані найуспішніші ігри) |

## Портативні консолі
Тенденція, починаючи з восьмого покоління портативних систем, полягає в тому, що загальний перехід від портативних ігрових консолей до мобільних ігор на смарт-пристроях, таких як смартфони та планшети. Таким чином, вони знизили продажі портативних ігрових консолей, а аналітики прогнозують, що найближчим часом смарт-пристрої замінять портативні консолі.

### Nintendo 3DS
Nintendo 3DS — це портативна ігрова консоль розроблена Nintendo. Це спадкоємець Nintendo DS. Пристрій здатний проектувати стереоскопічні 3D-ефекти без використання 3D-окулярів або будь-яких додаткових аксесуарів. Nintendo 3DS має зворотну сумісність із іграми Nintendo DS. Анонсувавши пристрій у березні 2010 року, Nintendo офіційно представила його на E3 2010, де компанія запросила учасників випробувати демонстраційні версії. Консоль замінила в серії портативних систем Nintendo DS, яка в першу чергу конкурувала з PlayStation Portable. Сама 3DS конкурує з Sony PlayStation Vita.
Nintendo 3DS була випущена в Японії 26 лютого 2011 року; в Європі 25 березня 2011 року; в Північній Америці 27 березня 2011 р. 28 липня 2011 року Nintendo оголосила про значне зниження цін, починаючи з 12 серпня. Крім того, станом на вересень 2011 року споживачі, які купили систему за своєю початковою ціною мали доступ до десяти ігор Nintendo Entertainment System, перш ніж вони стали доступні широкій аудиторії. У грудні 2011 року десять ігор з консолі Game Boy Advance були доступні безкоштовно для споживачів, які купили систему за початковою ціною, а Nintendo заявили що не планують випускати їх для всіх гравців.
21 червня 2012 року Nintendo анонсувала нову більшу модель 3DS, назвавши її Nintendo 3DS XL. Вона має на 90 % більший екран, ніж 3DS і трохи більшу тривалість роботи акумулятора. Вона була випущена 28 липня 2012 року в Європі та 19 серпня 2012 року в Північній Америці.
28 серпня 2013 року Nintendo анонсувала нову, дешевшу версію консолі 3DS під назвою Nintendo 2DS. Цей модель запускає всі ігри Nintendo DS та Nintendo 3DS, хоча і не підтримує 3D. Консоль вийшла в продаж 12 жовтня 2013 року в Європі та Північній Америці.
29 серпня 2014 року компанія Nintendo розповіла про нові моделі 3DS, які отримали назву New Nintendo 3DS та New Nintendo 3DS XL. XL-модель була випущена в Японії 11 жовтня 2014 року; в Європі 13 лютого 2015 року; в Північній Америці 13 лютого 2015 року. 3DS — була випущена 25 вересня 2015 року в Північній Америці з грою Animal Crossing: Happy Home Designer. У квітні 2017 року Nintendo анонсувала нову Nintendo 2DS XL, яка вийшла в Японії 13 липня 2017 року та в Північній Америці 28 липня 2017 року. Це спрощена версія нової Nintendo 3DS XL з таким ж розміром екрана та оновленим процесором, але з оновленим дизайном та у зменшеному корпусі.

### PlayStation Vita
PlayStation Vita — це портативна ігрова консоль, розроблена компанією Sony Computer Entertainment. Це спадкоємець PlayStation Portable, як частина бренду ігрових пристроїв PlayStation. Вона була випущена в Японії 17 грудня 2011 року, а в Європі та Північній Америці 22 лютого 2012 року.
Консоль містить два аналогових стіки, 5-дюймовий (130 мм) сенсорний екран OLED/LCD, а також підтримує Bluetooth, Wi-Fi та 3G. Усередині PS Vita оснащена 4-ядерним процесором ARM Cortex-A9 MPCore та 4-ядерним процесором SGX543MP4 +, а також програмним забезпеченням LiveArea в якості основного інтерфейсу користувача, який схожий на XrossMediaBar.
Пристрій має зворотню сумісність з PlayStation Portable та PS One, чиї ігри випущені в PlayStation Store. Тим не менш, PS One Classics і TurboGrafx-16 не підтримувались під час виходу консолі. Подвійні аналогові стіки Vita підтримують ігри PSP. Ігри PSP мають покращену графіку, завдяки функції згладжування зображення.

### Порівняння
| Лінія товарів                | Nintendo 3DS                                                                | Nintendo 3DS                                                             | Nintendo 3DS                                                 |                                                                                           | PlayStation Vita                                                                          | PlayStation Vita                             | PlayStation Vita |
| Назва                        | Nintendo 3DS                                                                | Nintendo 3DS XL                                                          | Nintendo 2DS                                                 | PS Vita (PCH-1000)                                                                        | PS Vita (PCH-1000)                                                                        | PS Vita (PCH-2000)                           |                  |
| ---------------------------- | --------------------------------------------------------------------------- | ------------------------------------------------------------------------ | ------------------------------------------------------------ | ----------------------------------------------------------------------------------------- | ----------------------------------------------------------------------------------------- | -------------------------------------------- | ---------------- |
| Компанія                     | Nintendo                                                                    | Nintendo                                                                 | Nintendo                                                     | Sony Computer Entertainment                                                               | Sony Computer Entertainment                                                               | Sony Computer Entertainment                  |                  |
| Дизайн                       |                                                                             |                                                                          |                                                              |                                                                                           |                                                                                           |                                              |                  |
| Дата релізу                  | JP February 26, 2011 EU March 25, 2011 NA March 27, 2011 AUS March 31, 2011 | JP July 28, 2012 EU July 28, 2012 NA August 19, 2012 AUS August 23, 2012 | EU October 12, 2013 NA October 12, 2013 AUS October 12, 2013 | JP December 17, 2011 EU February 22, 2012 NA February 22, 2012 AUS February 23, 2012      | JP December 17, 2011 EU February 22, 2012 NA February 22, 2012 AUS February 23, 2012      | JP October 10, 2013                          |                  |
| Ціна при запуску             | - ¥25,000 - US$249,99 - £/€, set by individual retailers - A$349.95         | - ¥18,900 - US$199,99 - £/€, set by individual retailers - A$249.90      | - US$129,99 - £/€, set by individual retailers - A$          | Wi-Fi - ¥24,980 - US$249 - €249 - £229.99 - A$349.95                                      | Wi-Fi+3G - ¥29,980 - US$299 - €299 - £279.99 - A$419.95                                   | - ¥19,929                                    |                  |
| Ціна зараз                   | - ¥15,000 - US$169,99 - £/€, set by individual retailers - A$249.99         | Та ж, що при запуску                                                     | Та ж, що при запуску                                         | Wi-Fi / Wi-Fi+3G - ¥19,980 - US$199,99 - €199 - £, set by individual retailers - A$269.95 | Wi-Fi / Wi-Fi+3G - ¥19,980 - US$199,99 - €199 - £, set by individual retailers - A$269.95 | Та ж, що при запуску                         |                  |
| Продажі                      | Worldwide: 34.98 мільйонів (на 30 вересня 2013)                             | Worldwide: 34.98 мільйонів (на 30 вересня 2013)                          | Worldwide: 34.98 мільйонів (на 30 вересня 2013)              | Worldwide: 2.2 мільйонів (на 30 червня 2012)                                              | Worldwide: 2.2 мільйонів (на 30 червня 2012)                                              | Worldwide: 2.2 мільйонів (на 30 червня 2012) |                  |
| Гра, яка найбільше продалася | Super Mario 3D Land, 8.29 мільйонів (на 31 березня 2013)                    | Super Mario 3D Land, 8.29 мільйонів (на 31 березня 2013)                 | Super Mario 3D Land, 8.29 мільйонів (на 31 березня 2013)     | TBA                                                                                       |                                                                                           |                                              |                  |